# مبرهنة التباعد
في تحليل المتجهات، تحقق مبرهنة التباعد (وتسمى أيضًا مبرهنة غاوس أو مبرهنة أوستروغرادسكي) المساواة بين تكامل تباعد حقل متجهي على الحجم في {\displaystyle \mathbb {R} ^{3}} وتدفق هذا الحقل عبر حدود الحجم (وهو التكامل السطحي).
المساواة هي على النحو التالي: {\displaystyle \int \!\!\!\!\!\int \!\!\!\!\!\int _{\mathcal {V}}{\overrightarrow {\nabla }}\cdot {\overrightarrow {F}}\,dV=\int \!\!\!\!\!\!\!\subset \!\!\!\supset \!\!\!\!\!\!\!\int _{\partial {\mathcal {V}}}{\overrightarrow {F}}\cdot d{\overrightarrow {S}}}
حيث :
- {\displaystyle {\mathcal {V}}\,} هو الحجم
- {\displaystyle \partial {\mathcal {V}}\,} هي حدود {\displaystyle {\mathcal {V}}}
- {\displaystyle d{\overrightarrow {S}}} هو المتجه العمودي على السطح، موجه للخارج ومعياره يساوي العنصر السطحي الذي يمثله
- {\displaystyle {\overrightarrow {F}}} هو حقل متجهي قابل للاشتقاق باستمرار في أي نقطة من {\displaystyle {\mathcal {V}}} .
- {\displaystyle {\overrightarrow {\nabla }}} هو المؤثر نابلا؛ {\displaystyle {\overrightarrow {\nabla }}\cdot {\overrightarrow {F}}=\mathrm {div} \ {\overrightarrow {F}}}

هذه المبرهنة تتبع مبرهنة ستوكس التي في حد ذاتها، تعمم المبرهنة الأساسية للتفاضل والتكامل .

## التفسير الفيزيائي
هي نتيجة مهمة في الفيزياء الرياضية، خاصة في الكهرباء الساكنة وديناميات الموائع ، حيث تعكس هذه المبرهنة قانون الحفظ . وفقًا لإشارته، يعبر الاختلاف عن تشتت أو تركيز مقدار (مثل الكتلة على سبيل المثال) وتشير المبرهنة السابقة إلى أن التشتت داخل الحجم يكون بالضرورة مصحوبًا بتدفق إجمالي مكافئ يغادر حدوده.
تسمح هذه المبرهنة بشكل خاص لايجاد نسخة تكاملية لمبرهنة غاوس في الكهرومغناطيسية من معادلة ماكسويل-غاوس:
{\displaystyle \mathrm {div} \ {\overrightarrow {E}}\ =\ {\frac {\rho }{\varepsilon _{0}}}.}

## علاقات أخرى
هذه المبرهنة تجعل من الممكن استنتاج صيغ معينة مفيدة من الحساب المتجهي. في التعبيرات أدناه:
{\displaystyle {\overrightarrow {\nabla }}\cdot {\overrightarrow {F}}=\mathrm {div} \,{\overrightarrow {F}},\,{\overrightarrow {\nabla }}g={\overrightarrow {\mathrm {grad} }}\,g\,,{\overrightarrow {\nabla }}\wedge {\overrightarrow {F}}={\overrightarrow {\mathrm {rot} }}\,{\overrightarrow {F}}\,}
{\displaystyle \int \!\!\!\!\!\int \!\!\!\!\!\int _{\mathcal {V}}\left({\overrightarrow {F}}\cdot {\overrightarrow {\nabla }}g+g\left({\overrightarrow {\nabla }}\cdot {\overrightarrow {F}}\right)\right)dV=\int \!\!\!\!\!\!\!\subset \!\!\!\supset \!\!\!\!\!\!\!\int _{\partial {\mathcal {V}}}g{\overrightarrow {F}}\cdot d{\overrightarrow {S}},}
{\displaystyle \int \!\!\!\!\!\int \!\!\!\!\!\int _{\mathcal {V}}{\overrightarrow {\nabla }}g\,dV=\int \!\!\!\!\!\!\!\subset \!\!\!\supset \!\!\!\!\!\!\!\int _{\partial {\mathcal {V}}}g\,d{\overrightarrow {S}},}
{\displaystyle \int \!\!\!\!\!\int \!\!\!\!\!\int _{\mathcal {V}}\left({\overrightarrow {G}}\cdot \left({\overrightarrow {\nabla }}\wedge {\overrightarrow {F}}\right)-{\overrightarrow {F}}\cdot \left({\overrightarrow {\nabla }}\wedge {\overrightarrow {G}}\right)\right)dV=\int \!\!\!\!\!\!\!\subset \!\!\!\supset \!\!\!\!\!\!\!\int _{\partial {\mathcal {V}}}\left({\overrightarrow {F}}\wedge {\overrightarrow {G}}\right)\cdot d{\overrightarrow {S}},}
{\displaystyle \int \!\!\!\!\!\int \!\!\!\!\!\int _{\mathcal {V}}{\overrightarrow {\nabla }}\wedge {\overrightarrow {F}}dV=\int \!\!\!\!\!\!\!\subset \!\!\!\supset \!\!\!\!\!\!\!\int _{\partial {\mathcal {V}}}d{\overrightarrow {S}}\wedge {\overrightarrow {F}},}
{\displaystyle \int \!\!\!\!\!\int \!\!\!\!\!\int _{\mathcal {V}}\left(f{\overrightarrow {\nabla }}^{2}g+{\overrightarrow {\nabla }}f\cdot {\overrightarrow {\nabla }}g\right)dV=\int \!\!\!\!\!\!\!\subset \!\!\!\supset \!\!\!\!\!\!\!\int _{\partial {\mathcal {V}}}f{\overrightarrow {\nabla }}g\cdot d{\overrightarrow {S}}.}
على وجه الخصوص، تستخدم هذه الصيغ للحصول على صياغات ضعيفة مرتبطة بمشاكل المشتقات الجزئية .

## مقالات ذات صلة
- جورج غرين
- ميخائيل أوستروغرادسكي
- قانون غاوس
- مبرهنة التدرج
- تكامل حجمي